# Traité de paix tibéto-ladakhi de 1842
 (juillet 2010).
Si vous disposez d'ouvrages ou d'articles de référence ou si vous connaissez des sites web de qualité traitant du thème abordé ici, merci de compléter l'article en donnant les références utiles à sa vérifiabilité et en les liant à la section « Notes et références ».
Le traité de paix tibéto-ladakhi de 1842 a été signé entre le Tibet et le Ladakh.

## Contexte
Le Ladakh fut autrefois un royaume indépendant de religion bouddhiste.

## Histoire
À partir de 1834, le Ladakh fait l'objet d'attaques des troupes dogras inféodées à Gulâb Singh. Les Ladakhis doivent fuir leur pays et se réfugient au Tibet. Au vu de la faiblesse des défenses du Ladakh et du Tibet, Zorawar Singh intervient alors au Tibet occidental et occupe les villes tibétaines de Gartok et de Routok. À l'automne 1841, la situation se retourne en faveur des Tibétains, sans assistance de la dynastie Qing. Les villes sont reprises une à une. Zorawar Singh meurt au combat. En 1842, l'armée du Tibet parvient à Leh. Mais les Tibétains sont défaits par l'armée des Dogras, lesquels sont bien mieux équipés de par leur contact avec les Britanniques. Les Tibétains se replient sur le Ngari où les officiers tibétains sont faits prisonniers et emprisonnés à Leh. 
Mais les Dogras ont été affaiblis par cette apparente victoire. Un traité de paix est signé à la résidence du Gulâb Singh à Leh le 17 septembre 1842 après une discussion entre le représentant de Lhassa, le ministre Surkhang Tseten Dorje, Dapon Peshi, Raja Sahib Dewan Hari Chand, et Wazir Ratun Sahib, le représentant du Maharajah Sahib. Le Tibet et le Ladakh confirment leurs frontières respectives, renouvellent leur engagement d'amitié et des facilités de transport pour les marchands des deux pays sont établies.
Le Cachemire finira par envahir le royaume, mettant fin à son indépendance et entraînant, à terme, son intégration dans l'Inde britannique.
Le traité de paix tibéto-ladakhi de 1842 est confirmé en 1852 par un nouvel accord commercial signé par les représentants du dalaï-lama et ceux du Maharajah du Cachemire,.

## Épilogue
Le territoire originel du royaume du Ladakh est maintenant divisé entre l'Inde, le Pakistan et l'Aksai Chin, un district annexé par la république populaire de Chine à la suite du conflit sino-indien de 1962.

## Référence
1. ↑  Les Dogras d'origine indo-aryenne sont un groupe ethnique de l'Asie du sud. Ils vivent principalement dans la région de Jammu et le Cachemire mais également dans des secteurs contigus du Pendjab, de l'Himachal Pradesh et du nord-est du Pakistan. Ils parlent leur propre langue, le Dogri, qui, en 2003, a été identifié en tant que langue nationale de l'Inde. Avant cela, on l'a considéré comme dialecte du Punjabi en raison de la nature presque identique des deux langues. La plupart des Dogras sont hindous, mais certains sont musulmans.
2. ↑  (en) Warren Smith, Tibetan Nation: A History Of Tibetan Nationalism And Sino-tibetan Relations, p. 138 et p. 148
3. ↑  Claude Arpi, Born in Sin: The Panchsheel Agreement : the Sacrifice of Tibet, p. 136
4. ↑  Histoire du Tibet de Laurent Deshayes 1997 Éditeur : Fayard Pages 194 et suivantes (ISBN 978-2213595023)
5. ↑  Agreement between Tibet and Kashmir, 1852